# Дунайський лоцман
«Дуна́йський ло́цман» — пригодницький роман-детектив французького письменника Жуля Верна, дописаний і доповнений його сином, Мішелем Верном. Вперше надрукований у 1908 році, через три роки після смерті Жуля Верна.
У романі розповідається про пригоди болгарського лоцмана Сергія Ладко — борця за визволення своєї батьківщини від османського ярма.
Оригінальний авторський рукопис роману вийшов у Франції лише у 1988 році під оригіанльною назвою Жуля Верна «На прекрасному золотому Дунаї» — його опубліковало французьке Товариство Жуля Верна (Société Jules Verne).

## Історія написання
Після смерті Жуля Верна (в 1905 році) його архів успадкував єдиний син, Мішель Верн. Серед паперів були чернетки, начерки і підготовчі матеріали до кількох незакінчених творів. За договором з видавництвом П'єра-Жуля Етцеля, син продовжив роботу батька і кілька років поспіль випускав посмертні видання нових творів Жуля Верна. Серед них — збірник коротких повістей «Сьогодні і завтра» (1910), романи «Агентство Томпсон і К°», «У погоні за метеором» (1907), «Кораблетроща «Джонатана»» (1909) та «Дунайський лоцман». Вже у 1970-ті роки з'ясувалося, що всі ці твори були частково або повністю написані Мішелем Верном за сюжетними ідеями батька. Зокрема, «Кораблетроща «Джонатана»» у чернетці Жуля Верна містила 15 глав, Мішель дописав ще 16 і радикально переробив уже написане батьком. У роман «У погоні за метеором» — ввів нову сюжетну лінію. Роман «Агентство Томпсон і К°» — повністю написав сам, ніяких матеріалів Жуля Верна за цим романом не знайдено, а рукопис перших розділів, що зберігся, майже не відрізняється від друкованого тексту. А в романі «Дунайський лоцман» — змінив авторську назву («На прекрасному золотому Дунаї»), дописав три розділи і додав нового персонажа.
Ці романи були стилізовані під манеру Жуля Верна, але з літературознавчої точки зору сильно відрізнялися від усього, написаного ним у ХІХ столітті. Незалежно від року написання та публікації, всі романи Жуля Верна написані в неквапливій та ґрунтовній манері, з великою кількістю науково-популярної інформації, відрізняються позитивістським світоглядом та вірою у торжество прогресу. Романи, опубліковані після 1905 року, відрізняються повною відсутністю «лекційного» матеріалу, швидшою дією, похмурі та песимістичні за світоглядом. У нових книгах йдеться, зокрема, про атомну енергію та її практичне використання, телебачення, реактивні літаки і телекеровані ракети. П'єро Гондоло делла Ріва, який працював з архівом рукописів Жуля Верна, стверджував, що
 Мішель, безперечно, був кращим письменником, ніж пізній Жуль Верн, у якого сюжет розвивався повільно, напнуто, заплутано. Якщо не стосуватися ідеології, то все, написане Мішелем, представляє… позитивне явище з погляду літературного.— Брандис Е.П. Рядом с Жюлем Верном. — 3-е изд. — Ленинград: Детская литература, Лен. отд., 1991. — С. 200. — ISBN 5-08-000087-2.
Оригінальний роман «Дунайський лоцман» (під оригінальною назвою Жуля Верна «На прекрасному золотому Дунаї») був опублікований Товариством Жуля Верна (Société Jules Verne) у 1988 році.

## Сюжет

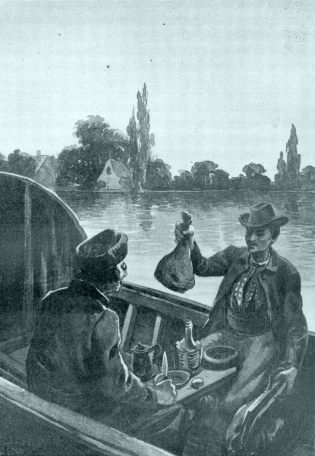
Ілюстрація до французького видання 1908 року

Головний герой — болгарин Сергій Ладко (Іліа Бруш) — спускається Дунаєм на човні від верхів'їв до гирла і переживає на шляху небезпечні пригоди. У попутники Ладку нав'язується Єгер, який насправді — поліцейський Карл Драгош. Він розшукує банду, яка грабує замки, ферми і села на Дунаї...

## Видання в Україні
- Жюль Верн. Дунайский лоцман / Переводчик: А.М. Волков. — Одесса: Маяк, 1986. — С. 5-175. — 184 с. — (Морская библиотека). — 280 000 екз.

## Кінематограф
- У 1974 році за мотивами роману вийшов угорський однойменний фільм[hu] режисера Міклоша Маркоса[hu], в якому головну роль зіграв Габор Конц[hu].